# Sonny Rollins on Impulse!
| Recensione | Giudizio |
| ---------- | -------- |
| AllMusic   |          |

Sonny Rollins on Impulse! è un album discografico del musicista jazz statunitense Sonny Rollins, pubblicato dalla Impulse! Records (A-91) nell'agosto del 1965.
Si tratta della prima uscita di Rollins per la Impulse!, e vede la partecipazione di Ray Bryant, Walter Booker e Mickey Roker.
Nell'interno della copertina del vinile apribile, e riportato anche nel libretto della versione CD, ci sono tre foto in bianco e nero. Una ritrae il trio che accompagna Sonny nell'album seduti nel giardino dello studio. Una documenta l'arrivo di Sonny allo studio appena sceso da un'auto sportiva bianca con due custodie da sax. L'ultima documenta il saluto di Rudy Van Gelder che gli apre la porta dello studio.

## Tracce
LP (1965, Impulse! Records, A-91/AS-91)
Lato A
1. On Green Dolphin Street – 7:05 (testo: Ned Washington – musica: Bronisław Kaper)
2. Everything Happens to Me – 11:10 (testo: Tom Adair – musica: Matt Dennis)

Lato B
1. Hold 'Em Joe – 5:26 (musica: Harry Thomas)
2. Blue Room – 3:41 (testo: Lorenz Hart – musica: Richard Rodgers)
3. Three Little Words – 6:55 (testo: Bert Kalmar – musica: Harry Ruby)

## Formazione
- Sonny Rollins – sassofono tenore
- Ray Bryant – pianoforte
- Walter Booker – contrabbasso
- Mickey Roker – batteria

### Produzione
- Bob Thiele – produzione, foto interno copertina album originale
- Registrazioni effettuate al Van Gelder Studio di Englewood Cliffs, New Jersey (Stati Uniti), 8 luglio 1965
- Rudy Van Gelder – ingegnere delle registrazioni
- Joe Lebow – design retrocopertina album originale
- Charles Stewart – foto copertina frontale album originale
- Nat Hentoff – note retrocopertina album originale [4]